# Даніел Мендес
Даніел Мендес (порт. Daniel Mendes, нар. 18 січня 1981, Сан-Паулу) — бразильський футболіст, що грав на позиції нападника, значну частину кар'єри провівши у першості Швеції.

## Ігрова кар'єра
Народився 18 січня 1981 року в місті Сан-Паулу. Вихованець юнацьких команд місцевих клубів «Палмейрас», «Корінтіанс» та «Жувентус».
У дорослому футболі дебютував 1997 року виступами за команду «Ботафогу», в якій провів шість сезонів, взявши участь у 70 матчах чемпіонату.
2003 року перебрався до Швеції, уклавши контракт із «Кальмаром». Згодом протягом 2004–2006 років грав за південнокорейський  «Ульсан Хьонде» та колумбійський «Атлетіко Насьйональ», після чого повернувся до Швеції, ставши гравцем «Дегерфорса». Виступав у щвецькій футбольній першості до 2013 року у складі команд АІК, «Кальмар» та ГАІС.
2014 року знайшов варіант продовження кар'єри у США, ставши гравцем «Міннесота Юнайтед». А завершив виступи на полі 2017 року у складі «Зе Вілледжес».